# Éric Lagadec
Pour les articles homonymes, voir Lagadec.
Éric Lagadec est un astrophysicien français né en 1980. Enseignant-chercheur, il officie comme astronome adjoint au sein du laboratoire Lagrange de l'observatoire de la Côte d'Azur. De 2020 à 2022, il a été le président de la Société française d'astronomie et d'astrophysique (SF2A).
Il est connu du grand public en tant que vulgarisateur, à travers ses conférences et sa présence sur les réseaux sociaux.

## Formation
Éric Lagadec naît en 1980. Il est le petit-fils d'agriculteurs léonards et le fils de commerçants ambulants de Sizun. Il suit ses études secondaires au collège du Val d'Elorn à Sizun puis au lycée du Léon à Landivisiau, où il obtient un baccalauréat scientifique. Il s'inscrit à l'université de Bretagne-Occidentale, à Brest où il obtient un DEUG (2 ans) en mathématiques, informatique et applications aux sciences puis une licence et une maîtrise de physique. Il poursuit ses études supérieures à l'université Nice-Sophia-Antipolis où il obtient un DEA en astronomie, haute résolution angulaire, image et gravitation. Il y prépare sa thèse de doctorat en sciences de l'Univers sur l'Apport des observations dans l'infrarouge pour l'étude de la perte de masse des étoiles évoluées,. Il la soutient en décembre 2005, et reçoit la mention très honorable. Lagadec travaille ensuite pendant quatre ans au département de physique et d'astronomie de l'université de Manchester. En 2009, il s'installe à Munich. En 2013, il passe un an à l'université Cornell (Ivy League) d'Ithaca.

## Enseignant-chercheur
En 2013, Lagadec est reçu au concours de recrutement des astronomes adjoints de la section Astronomie du Conseil national des astronomes et physiciens. Depuis, Lagadec est en poste à l'observatoire de la Côte d'Azur de Nice.

## Travaux

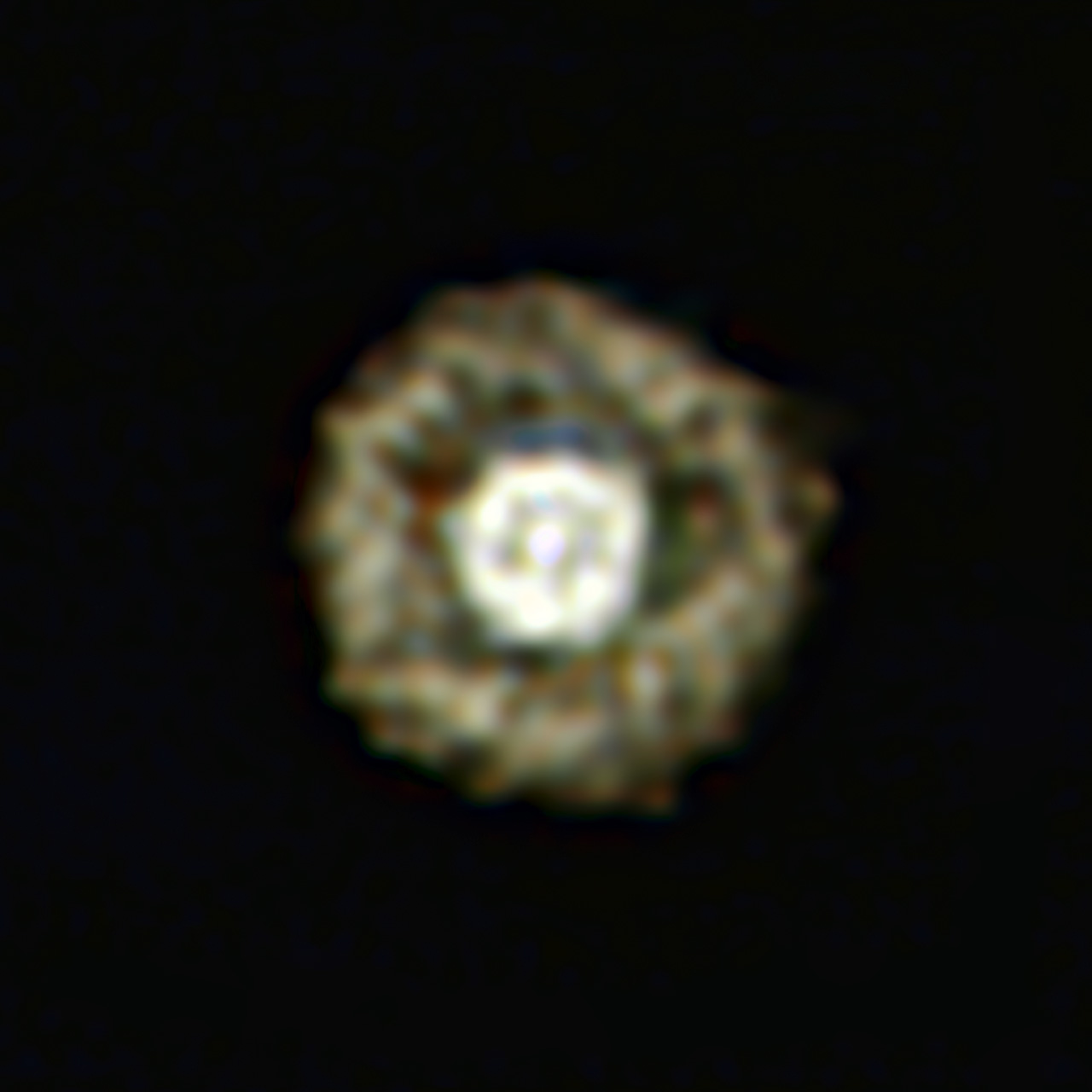
La nébuleuse de l'Œuf au plat, double enveloppe de poussière autour de l'hypergéante jaune IRAS 17163-3907.
Crédits : ESO/Éric Lagadec.

En 2011, Lagadec observe en infrarouge, depuis l'observatoire du Cerro Paranal, l'étoile IRAS 17163-3907. Celle-ci avait été découverte en 1976. Mais, en recoupant ses données d'observation avec celles recueillies par d'autres collègues chercheurs, Lagadec met en évidence qu'elle est quatre fois plus éloignée et seize fois plus brillante qu'on ne le pensait et, surtout, vingt à trente fois plus massive, mille fois plus grande et cinq cent mille fois plus lumineuse que le Soleil lui-même : en bref, une hypergéante jaune, type d'étoiles rarissime dont seuls quelques autres exemples sont connus dans notre galaxie.
En juin 2015, Lagadec et deux autres astrophysiciens — Pierre Kervella et Miguel Montargès — publient l'image d'une « étoile mourante » : L2 Puppis, la géante rouge la plus proche de notre planète.
La même année, Lagadec fait partie de l'équipe internationale qui obtient la première image visible de la surface d'une étoile autre que le Soleil : Bételgeuse.
Lagadec fait partie de l'équipe internationale qui, en juin 2021, parvient à résoudre le « mystère » de la baisse de luminosité de Bételgeuse.

## Divers
Lagadec est membre de la Société française d'astronomie et d'astrophysique (SF2A). En septembre 2018, il en est élu vice-président puis, en septembre 2020, président.
Lagadec est membre du comité de rédaction de L'Astronomie Afrique, un magazine consacré aux sciences de l'Univers en Afrique. En 2021, l'Académie des sciences décerne à Éric Lagadec et Mamadou N'Diaye le prix Tremplin de coopération bilatérale en recherche – Afrique.
Jugeant qu'il est « important de donner les clefs de compréhension aux gens », Lagadec est devenu vulgarisateur en animant des conférences et en diffusant l'actualité de l'astronomie sur les réseaux sociaux (il est suivi par près de 170 000 abonnés sur Twitter en 2024). Sa diffusion de la connaissance passe aussi par l'humour, comme en 2023 lorsqu'il se produit sur scène avec l'humoriste Guillaume Meurice dans le spectacle Vers l'infini… mais pas au-delà,.

## Publication
- Eric Lagadec, L'Odyssée cosmique : Une histoire intime des étoiles, Seuil, 22 septembre 2023 (ISBN 978-2-02-151509-1, lire en ligne)
- Comment les scientifiques savent…? Textes de Abder El Albani, Maëlis Arnould, Kristel Chanard, Nicolas Coltice, Éric Lagadec et Alexandre Schubnel, mis en images par Claire Marc, sur une idée originale d’Anne Brès, Cnrs éditions, 11 mai 2022